# Clarafond-Arcine
Clarafond-Arcine (fino al 2006, Clarafond) è un comune francese di 899 abitanti situato nel dipartimento dell'Alta Savoia della regione dell'Alvernia-Rodano-Alpi.

## Società

### Evoluzione demografica
Abitanti censiti